# Brachydontium flexisetum
Brachydontium flexisetum là một loài rêu trong họ Seligeriaceae. Loài này được (Hampe) Paris mô tả khoa học đầu tiên năm 1904.